# Бахрейн на зимних Азиатских играх 2011
Бахрейн принял участие в 7-х зимних Азиатских играх, проводившихся в 2011 году в Астане и Алма-Ате, отправив на Игры команду по хоккею с шайбой. По итогам соревнований хоккеисты из Бахрейна проиграли все матчи и заняли последнее место в премьер-дивизионе. Данные зимние Азиатские игры стали первыми, в которых участвовали спортсмены из Бахрейна.

## Хоккей с шайбой
Мужская сборная Бахрейна по хоккею с шайбой вылетела в Астану 27 января 2011 года.
В составе команды были заявлены: Абдулла Джарфар Ахмед, Шуаиб Ахмед Хасан аль-Джавдер, Салман Мохамед Салман аль-Тхавади, Абдулла Хасан Халифа Аладхаб, Мохамед Джума Мохамед Джума Алдои, Хасан Хабиб Хасан аль-Мушикери, Алихамад аль-Мутлак, Абдулла Мохамед Шохралла аль-Касеми, Йосуф Джамиль Бакер Бакер, Мохамед Данли, Тамер Фуад Хасан Халаф Фахру, Самех Талаат Хассан Хегази, Ноох Мохамед Шариф Исмаил (капитан команды), Абдулла Абдулрахман Джанахи, Сауд Рашед Мохамед Али Сулайбех, Абдулла Иса Ахмед Турки, Абдулрахман Иса Ахмед Турки.
Тренером команды являлся канадский специалист Патрик Райан.
Хоккеисты Бахрейна проиграли все игры в рамках премьер-дивизиона и заняли последнее место. Тем не менее тренер команды Патрик Райан на послематчевых конференциях неоднократно выражал гордость за своих подопечных, отмечал, что это дебют команды на международных соревнованиях и что результат был не столь важен:
Горжусь своей командой. Мы боролись изо всех сил, ну а результат не столь важен для нас. А вообще я впечатлен. Я сам канадец, хоккей в нашей стране имеет столетнюю историю. И очень приятно видеть, как хоккей развивается в разных странах. Мы видим тут команды Кувейта, Малайзии, Таиланда... Здорово, что мы являемся частью всего этого.
Премьер-дивизион
| Место | Сборная               | И | В | Н | П | Ш      | +/-  | Очки |
| ----- | --------------------- | - | - | - | - | ------ | ---- | ---- |
| 1     | Кыргызстан            | 6 | 6 | 0 | 0 | 95—23  | +72  | 12   |
| 2     | Таиланд               | 6 | 5 | 0 | 1 | 67—22  | +45  | 10   |
| 3     | ОАЭ                   | 6 | 4 | 0 | 2 | 48—24  | +24  | 8    |
| 4     | Монголия              | 6 | 3 | 0 | 3 | 35—37  | −2   | 6    |
| 5     | Малайзия              | 6 | 2 | 0 | 4 | 46—59  | −13  | 4    |
| 6     | Спортсмены из Кувейта | 6 | 1 | 0 | 5 | 41—40  | +1   | 2    |
| 7     | Бахрейн               | 6 | 0 | 0 | 6 | 11—138 | −127 | 0    |

| 28 января 2011 года 17:00 UTC+6 | \| Малайзия \| 25:0 протокол (недоступная ссылка) \| Бахрейн \| | Дворец спорта «Казахстан», Астана Зрителей: 300 Судья: Коидзуми Кимикадзу |
| Малайзия                        | 25:0 протокол (недоступная ссылка)                              | Бахрейн                                                                   |

| 29 января 2011 года 17:00 UTC+6 | \| Бахрейн \| 0:29 протокол (недоступная ссылка) \| Таиланд \| | Дворец спорта «Казахстан», Астана Судья: Кейт Джи Кей Фонг |
| Бахрейн                         | 0:29 протокол (недоступная ссылка)                             | Таиланд                                                    |

| 31 января 2011 года 13:30 UTC+6 | \| ОАЭ \| 25:0 протокол (недоступная ссылка) \| Бахрейн \| | Дворец спорта «Казахстан», Астана Зрителей: 200 Судья: Коидзуми Кимикадзу |
| ОАЭ                             | 25:0 протокол (недоступная ссылка)                         | Бахрейн                                                                   |

| 1 февраля 2011 года 17:00 UTC+6 | \| Бахрейн \| 1:21 протокол (недоступная ссылка) \| Монголия \| | Дворец спорта «Казахстан», Астана Зрителей: 100 Судья: Никита Залипятских |
| Бахрейн                         | 1:21 протокол (недоступная ссылка)                              | Монголия                                                                  |

| 2 февраля 2011 года 13:30 UTC+6 | \| Бахрейн \| 10:15 протокол (недоступная ссылка) \| Кыргызстан \| | Дворец спорта «Казахстан», Астана Зрителей: 150 Судья: Чхве Юн Ён |
| Бахрейн                         | 10:15 протокол (недоступная ссылка)                                | Кыргызстан                                                        |

| 5 февраля 2011 года 13:30 UTC+6 | \| Спортсмены из Кувейта \| 23:0 протокол (недоступная ссылка) \| Бахрейн \| | Дворец спорта «Казахстан», Астана Зрителей: 300 Судья: Кейт Джи Кей Фонг |
| Спортсмены из Кувейта           | 23:0 протокол (недоступная ссылка)                                           | Бахрейн                                                                  |